# Portrait d'une petite fille en bergère
Le Portrait d'une petite fille en bergère est un tableau du peintre hollandais Jan Baptist Weenix  réalisé vers 1650 et conservé au Musée de Picardie à Amiens.

## Historique
Le portrait enfantin de cette bergère accompagné d'un animal familier est assez répandu dans la peinture hollandaise du XVIIe siècle. Les scènes pastorales, inspirées de la mythologie ou d'ouvrages littéraires de l'époque, sont souvent représentées par les peintres hollandais du XVIIe siècle. Jan Baptist Weenix fut marqué, dans sa jeunesse, par son séjour en Italie qui a durablement influencé son style et sa palette de couleurs. Le tableau est entré dans les collections du musée de Picardie par un don des frères Lavallard, en 1890.

## Caractéristiques
L'artiste a réalisé ici le portrait d'une enfant habillée d'un costume de bergère. Son attitude et ses atours révèle une forme idéalisée de l'enfance. La petite fille, dont le regard fixe le spectateur, tient une longue houlette de berger, dans la main droite, de la main gauche, elle relève légèrement sa robe laissant voir le bas d'une tunique qui descend jusqu'aux chevilles. Sa robe, son châle vaporeux et ses sandales n'ont rien d'une tenue paysanne. L'enfant porte des bijoux : collier, sorte de diadème de perles, boucles d'oreilles. L'image de la bergère est assimilé à l'époque à celle de l'innocence que la couronne de fleurs dans les cheveux vient renforcer. Sur son côté gauche figure un chien protecteur du bétail et de l'enfant. 
À l'arrière plan, on distingue un paysage montagneux où paissent des chèvres et des vaches.